# 実行教
實行教（じっこうきょう）は、富士信仰の富士講のひとつである不二道に起源をもつ教派神道の一派である。包括宗教法人としての名称は旧字体の「實行教」だが、被包括宗教法人には新字体の「実行教」で登記されているところも多い。

## 概要
不二道の第十世であった柴田花守（咲行）が1878年（明治11年）に「実行社」を組織し、1882年（明治15年）に教派神道の一派として独立し「実行教」となる。
扶桑教と同じく開祖を長谷川角行とし、伊藤身禄派に連なる。
つまり五世食行身禄（じきぎょう みろく。伊藤身禄のこと）の三女の一行此花（六世伊藤一行）とその養子である七世伊藤参行に連なる。参行に、別の富士講に所属した小谷三志が師事し拡大していった。八世となった三志は富士信仰の呪術的性格よりも実行を重んじ、「不二考」としたが、1838年（天保9年）に「不二道」となった。ここから2派が別れ、ひとつが宍野家が広めた扶桑教、もうひとつが柴田家が広めた実行教である。
実行教では、まず修行努力の方向を示す行名を授与され、修行が満足に達せられると成功を称える三名が授与される。

## 歴代道統および管長
- 不二道開祖 長谷川角行
- 不二道統第二世 黒野日行日玵
- 不二道統第三世 赤葉澰行玵心
- 不二道統第四世 森月行劊忡
- 不二道統第五世 伊藤食行身禄
- 不二道統第六世 伊藤花子一行
- 不二道統第七世 伊藤参行六王
- 不二道統第八世 小谷禄行三志
- 不二道統第九世 徳大寺参行三息
- 不二道統第十世（實行教初代管長）[1] 柴田咲行三生（柴田花守[1]）
- 不二道統第十一世（没後道統に拝列さる） 鵜殿中行三親[1]
- 不二道統第十二世（實行教二代管長） 柴田忠行三恕[1]
- 不二道統第十三世（實行教三代管長） 柴田中行三守（柴田孫太郎[1]）
- 不二道統第十四世（實行教四代管長） 柴田謹行三美（柴田道守[1]）
- 不二道統第十五世（實行教五代管長） 柴田辰行三禮（柴田辰彦[1]）
- 不二道統第十六世（實行教六代管長） 柴田尋之